# Ghana na Letnich Igrzyskach Olimpijskich 1960
Ghanę na Letnich Igrzyskach Olimpijskich 1960 reprezentowało 13 zawodników (wszyscy mężczyźni). Reprezentanci Ghany zdobyli 1 srebrny medal na tych igrzyskach.

## Zdobyte medale
| Medal  | Zawodnik        | Dyscyplina sportowa | Konkurencja            |
| ------ | --------------- | ------------------- | ---------------------- |
| Srebro | Clement Quartey | boks                | (waga lekkopółśrednia) |

## Skład kadry

### Boks
- Isaac Aryee - waga musza - 17. miejsce
- Joshua Williams - waga piórkowa - 17. miejsce
- Eddie Blay - waga lekka - 9. miejsce
- Clement Quartey - waga lekkopółśrednia - 2. miejsce
- Joseph Lartey - waga półśrednia - 9. miejsce
- Alhassan Brimah - waga lekkośrednia - 9. miejsce

### Lekkoatletyka
Mężczyźni
- Gustav Ntiforo - 100 metrów - odpadł w eliminacjach
- Michael Okantey - 200 metrów - odpadł w eliminacjach
- John Asare-Antwi - 400 metrów - odpadł w eliminacjach
- Frederick Owusu - 800 metrów - odpadł w eliminacjach
- William Quaye, James Addy, Frederick Owusu, John Asare-Antwi - 4 × 400 metrów - odpadli w półfinałach
- Robert Kotei - skok wzwyż - 10. miejsce